# 戀愛革命21
「戀愛革命21」（恋愛レボリューション21）是日本的女子偶像組合「早安少女組。」的第11张单曲。於2000年12月13日由zetima发售。

## 概要
- 「戀愛革命21」是早安少女組。一期成員中澤裕子的畢業單曲
- 此單曲有2個版本，分別有「CD ONLY」和「LP盤」。
- 在12月25日於公信榜單曲週排行榜取得第2位。
- 此單曲是繼「LOVE MACHINE」、「戀愛熱舞站」和「快樂夏季婚禮」後第4張百萬單曲。
- 在第58回NHK紅白歌合戰與Berryz工房和℃-ute以組曲形式演出，曲目為LOVE MACHINE - The☆Pea～ce! - 戀愛革命21 - 交往中卻像單相思 - 都會女孩 純情 - LALALA　幸福之歌。
- 後倆在第四張專輯《4th「一起走吧！」 》重製13人版，並加入5期生和除中澤以外的在籍成員翻唱。

## 收錄内容

### CD ONLY
1. 戀愛革命21
（作詞・作曲：淳君　編曲：ダンス☆マン）
2. 靈感!（インスピレーション!）
（作詞・作曲：淳君　編曲：鈴木俊介）
3. 戀愛革命21 (Instrumental)

### LP盤
1. 戀愛革命21
2. 靈感!
3. I WISH (Instrumental)
4. 靈感! (Instrumental)

## 參加成員
- 1期成員：中澤裕子、飯田圭織、安倍夏美
- 2期成員：保田圭、矢口真里
- 3期成員：後藤真希
- 4期成員：石川梨華、吉澤瞳、辻希美、加護亞依

## 翻唱
- 2001年7月19日：4 in Love，改編為國語版本，歌名為〈戀愛革命〉，收錄於專輯《誰怕誰》。
- 2007年5月23日：賢榮，改編為韓語版本，歌名為（戀愛革命），收錄於同名單曲。
- 2009年1月31日：冰淇淋少女組。，改編為國語版本，歌名為〈戀愛革命21〉，收錄於專輯《1st最高!》。
- 2011年4月13日：今井麻美、原由實、沼倉愛美、下田麻美，收錄於專輯《THE IDOLM@STER STATION!!! THIRD TRAVEL WANTED》。
- 2019年10月9日：ヒステリックパニック（日语：ヒステリックパニック），收錄於專輯。
- 2021年1月20日：Happy Around!，收錄於專輯《D4DJ Groovy Mix Cover Tracks Vol.1（日语：D4DJのディスコグラフィ#D4DJ_Groovy_Mix_カバートラックス_vol.1）》[1]與2020年遊戲《D4DJ Groovy Mix》。

## 資料來源
1. ↑  . Social Game Info. 2020-10-23  [2021-01-06]. （原始内容存档于2021-01-06）.